# Koncentracja naprężeń
Koncentracja naprężeń (zwana też spiętrzeniem naprężeń) jest to lokalny wzrost wartości naprężeń występujący w bezpośrednim otoczeniu otworów, przewężeń, rys i ostrych załamań konturów przekrojów poprzecznych (rys.1). 

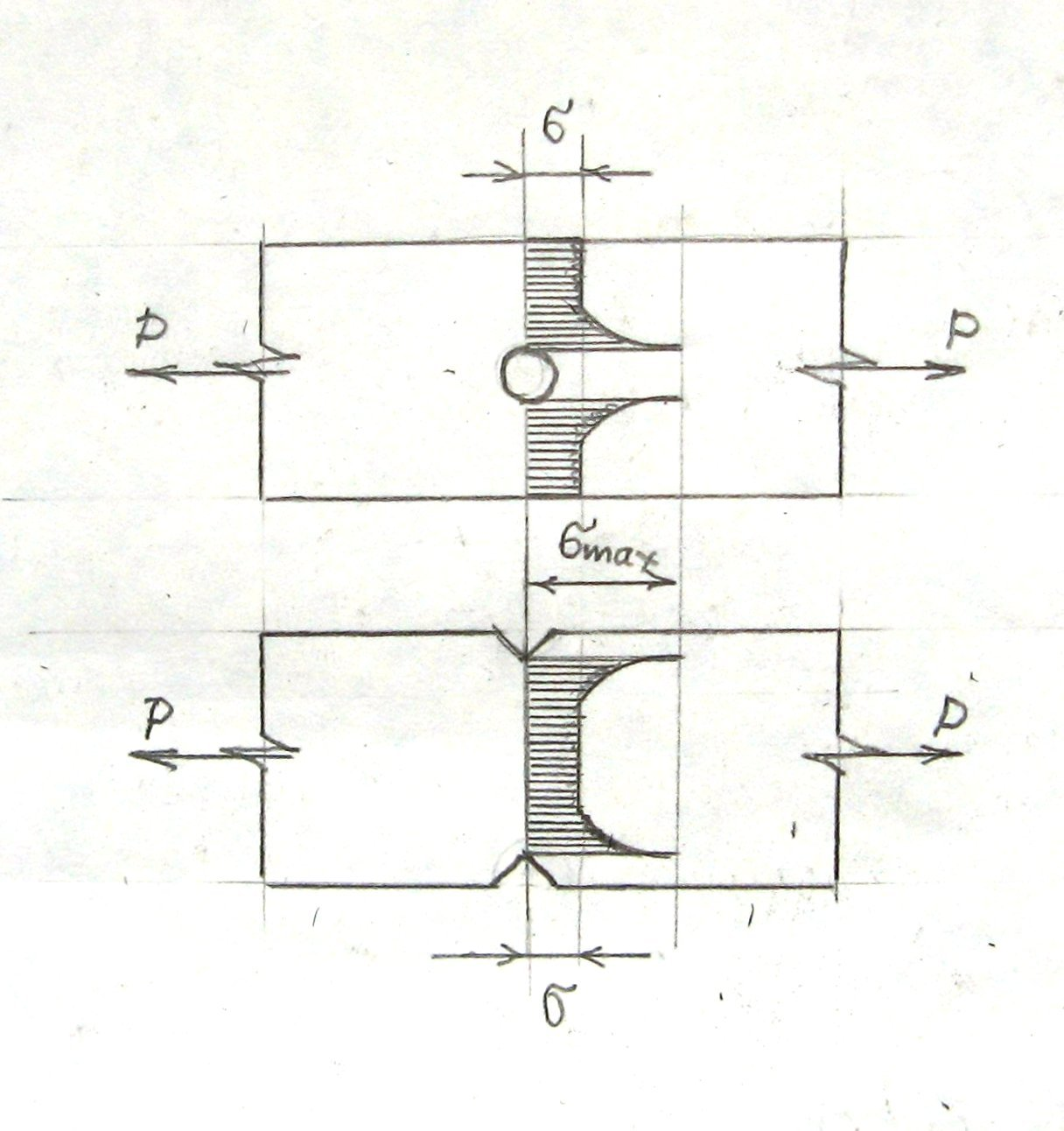
Rys.1 – koncentracja naprężeń w prętach rozciąganych

Z dokładnych analiz wynika, że naprężenia w strefie spiętrzeń mogą być 3-krotnie większe od obliczonych poza tą strefą.  
W strefach występowania koncentracji naprężeń materiał jest strukturalnie osłabiony i podatny na powstawanie rys i pęknięć prowadzących do jego lokalnego zniszczenia zwłaszcza przy obciążeniach dynamicznych.
Koncentracja naprężeń występuje również w otoczeniu brzegów stref docisku.